# Carles Buïgas
Carles Buïgas i Sans, né le 18 janvier 1898 à Barcelone et mort le 27 août 1979 à Cerdanyola del Vallès, est un architecte, ingénieur, inventeur et auteur catalan. 

## Biographie

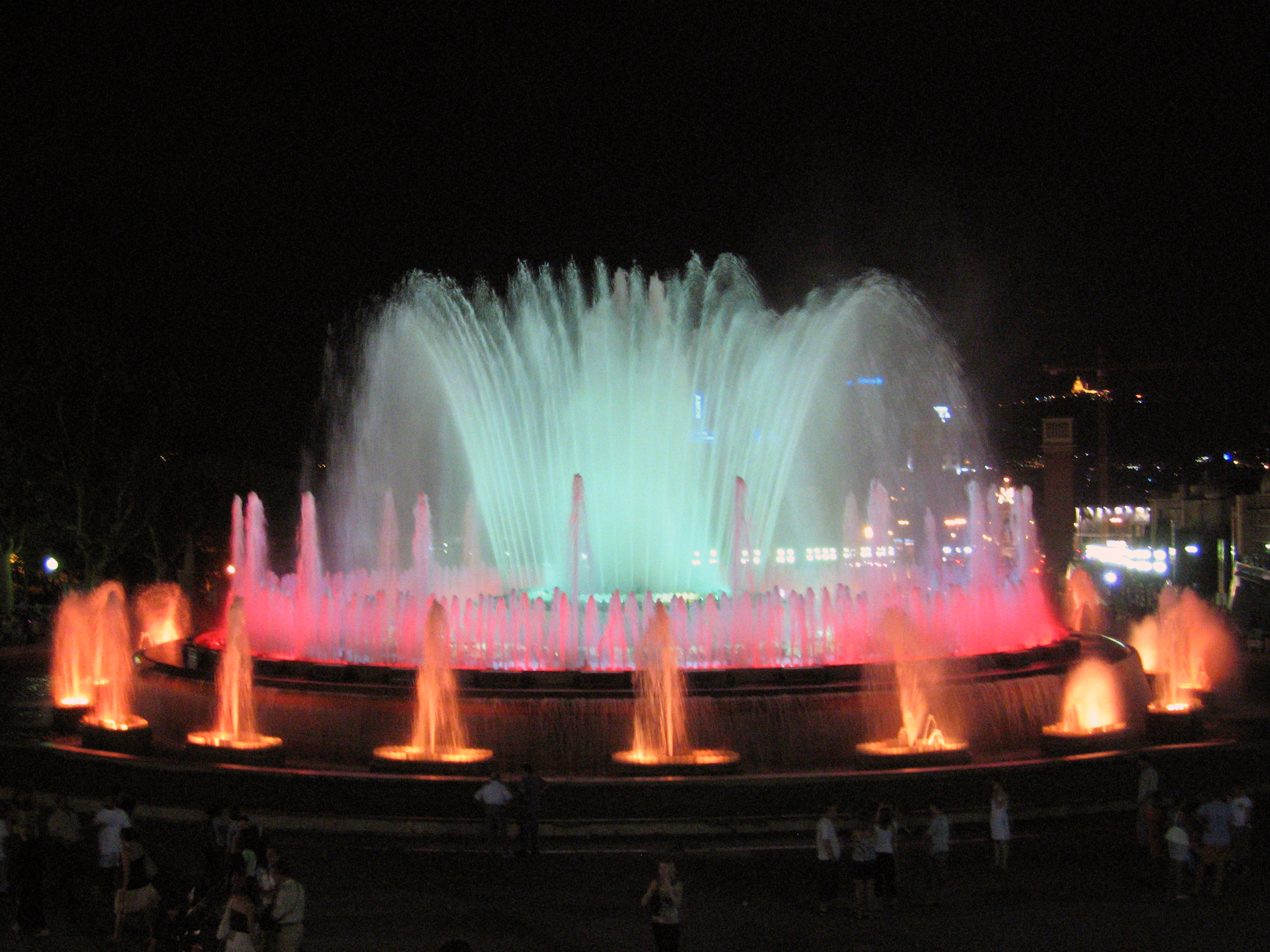
Fontaine magique, Montjuic.

Buïgas naît dans une famille instruite de Barcelone, fils de l'architecte Gaietà Buïgas. À l'âge de sept ans, sa famille déménage à Montevideo (Uruguay) mais retourne à Barcelone en 1910. En 1916, il entre à l'École des Ingénieurs Industriels de Barcelone ; il n'est pas diplômé car il commence à travailler comme assistant pour l'Exposition des Industries Electriques de Barcelone. Plus tard, il  poursuit ses études à l'École de génie civil de Paris. 
En 1922, Buïgas conçoit son premier projet de fontaines lumineuses pour le Palais Royal de Pedralbes.  Eugeni d'Ors décrit son travail comme un nouveau style d'art, l'art d'Agualuz.  Son œuvre la plus célèbre est la Fontaine magique de Montjuïc, créée pour l'exposition internationale de Barcelone en 1929.
Pendant la guerre civile espagnole, il s’installe à Paris, où il réside jusqu’en 1942. Au cours de ces années, il acquiert une réputation internationale et obtient des commandes pour des projets d’expositions internationales à Paris (1937), Liège (1939), Lisbonne (1940), Rome (1953) et l’ Expo 58 à Bruxelles. En 1955, il conçoit le Teatro del Aqua y Luz pour la foire internationale de Saint-Domingue.  En tant qu'inventeur, il conçoit en 1914 un bombardier torpilleur hydravion, un dispositif de récupération du sable de mer pour la construction (1922), un sous-marin miniature monoplace (1932), une torpille télécommandée guidée par ultrasons (1931-1933) et d'autres dispositifs.
Outre ses œuvres architecturales, Buïgas écrit pour des magazines et publie un certain nombre de livres. Il passe les dernières années de sa vie à Cerdanyola del Vallès, où il meurt et est inhumé.

## Œuvres
1. Fontaine magique, Montjuic, Barcelone
2. Téléphérique du port de Barcelone, Tour Jaume I et Tour Sant Sebastià
3. Fontaine, Aéroport Josep Tarradellas Barcelone-El Prat, Barcelone
4. Illumination, Sagrada Família, Barcelone
5. Théâtre Aqua y Luz, Saint-Domingue
6. Copie de la fontaine magique de Montjuïc, Salou

## Postérité
- La valise Buïgas[3] ;
- L'école Carles Buïgas, à Cerdanyola[4].

## Publications
- 1943 - Bajo las constelaciones.
- 1946 - El hombre entre enigmas y prodigios.
- 1960 - La Nave Luminosa.
- 1966 - El teatre integral amb escenari d'Aigua-Llum-Música.
- 1973 - Viajes interplanetarios y algo más.
- 1973 - Hechos, ideas y proyectos.
- 1975 - La extraordinaria aventura.
- 1975 - La gran revolución.
- 1976 - El día 41